# Podabrus oreumsensis
Podabrus oreumsensis là một loài bọ cánh cứng trong họ Cantharidae. Loài này được Kang & Okushima miêu tả khoa học năm 2003.